# Thiel-sur-Acolin
Thiel-sur-Acolin és un municipi francès, situat al departament de l'Alier i a la regió d'Alvèrnia-Roine-Alps. L'any 2007 tenia 959 habitants.

## Demografia

### Població
El 2007 la població de fet de Thiel-sur-Acolin era de 959 persones. Hi havia 406 famílies de les quals 112 eren unipersonals (56 homes vivint sols i 56 dones vivint soles), 141 parelles sense fills, 133 parelles amb fills i 20 famílies monoparentals amb fills.
La població ha evolucionat segons el següent gràfic:
Habitants censats

### Habitatges
El 2007 hi havia 498 habitatges, 422 eren l'habitatge principal de la família, 29 eren segones residències i 47 estaven desocupats. 485 eren cases i 12 eren apartaments. Dels 422 habitatges principals, 279 estaven ocupats pels seus propietaris, 136 estaven llogats i ocupats pels llogaters i 7 estaven cedits a títol gratuït; 1 tenia una cambra, 21 en tenien dues, 87 en tenien tres, 143 en tenien quatre i 170 en tenien cinc o més. 362 habitatges disposaven pel capbaix d'una plaça de pàrquing. A 195 habitatges hi havia un automòbil i a 185 n'hi havia dos o més.

### Piràmide de població
La piràmide de població per edats i sexe el 2009 era:
| Homes | Edats   | Dones |
| ----- | ------- | ----- |
| 0     | 95 o +  | 8     |
| 0     | 90 a 94 | 0     |
| 4     | 85 a 89 | 16    |
| 4     | 80 a 84 | 0     |
| 28    | 75 a 79 | 20    |
| 40    | 70 a 74 | 32    |
| 32    | 65 a 69 | 36    |
| 36    | 60 a 64 | 24    |
| 8     | 55 a 59 | 52    |
| 40    | 50 a 54 | 24    |
| 44    | 45 a 49 | 24    |
| 32    | 40 a 44 | 36    |
| 44    | 35 a 39 | 32    |
| 20    | 30 a 34 | 36    |
| 32    | 25 a 29 | 12    |
| 16    | 20 a 24 | 12    |
| 20    | 15 a 19 | 36    |
| 36    | 10 a 14 | 12    |
| 28    | 5 a 9   | 8     |
| 24    | 0 a 4   | 16    |

## Economia
El 2007 la població en edat de treballar era de 608 persones, 447 eren actives i 161 eren inactives. De les 447 persones actives 414 estaven ocupades (238 homes i 176 dones) i 32 estaven aturades (10 homes i 22 dones). De les 161 persones inactives 56 estaven jubilades, 35 estaven estudiant i 70 estaven classificades com a «altres inactius».

### Ingressos
El 2009 a Thiel-sur-Acolin hi havia 434 unitats fiscals que integraven 1.001 persones, la mediana anual d'ingressos fiscals per persona era de 15.825 €.

### Activitats econòmiques
Dels 43 establiments que hi havia el 2007, 1 era d'una empresa extractiva, 1 d'una empresa alimentària, 3 d'empreses de fabricació d'altres productes industrials, 9 d'empreses de construcció, 7 d'empreses de comerç i reparació d'automòbils, 2 d'empreses de transport, 3 d'empreses d'hostatgeria i restauració, 4 d'empreses financeres, 5 d'empreses de serveis, 3 d'entitats de l'administració pública i 5 d'empreses classificades com a «altres activitats de serveis».
Dels 14 establiments de servei als particulars que hi havia el 2009, 1 era una oficina de correu, 1 una oficina bancària, 1 taller de reparació d'automòbils i de material agrícola, 2 guixaires pintors, 3 lampisteries, 1 electricista, 1 empresa de construcció, 3 perruqueries i 1 restaurant.
Dels 3 establiments comercials que hi havia el 2009, 1 era una botiga de menys de 120 m², 1 una fleca i 1 una floristeria.
L'any 2000 a Thiel-sur-Acolin hi havia 47 explotacions agrícoles que ocupaven un total de 4.445 hectàrees.

## Equipaments sanitaris i escolars
L'únic equipament sanitari que hi havia el 2009 era una farmàcia.
El 2009 hi havia 2 escoles elementals.

## Poblacions més properes
El següent diagrama mostra les poblacions més properes.